# Jens Nowotny
Jens Nowotny (* 11. Januar 1974 in Malsch) ist ein ehemaliger deutscher Fußballspieler. Er begann seine Karriere im Herrenbereich 1992 beim Karlsruher SC und wechselte 1996 zu Bayer 04 Leverkusen, wobei er unter anderem vier Vizemeisterschaften und 2002 das Finale der Champions League erreichte. In der Bundesliga kam er auf den Positionen des Innenverteidigers und Liberos vereinsübergreifend zu 336 Partien, in denen er elf Tore erzielte. Mit insgesamt acht Platzverweisen (fünf Rote, drei Gelb-Rote Karten) ist er neben dem Brasilianer Luiz Gustavo der Spieler, der in der Bundesliga am häufigsten des Feldes verwiesen wurde. 2006 wechselte Nowotny für ein halbes Jahr nach Kroatien zu Dinamo Zagreb und beendete schließlich seine Karriere.
Nachdem er als Juniorennationalspieler Deutschlands von 1988 bis 1996 aktiv gewesen war, spielte er von 1997 bis 2006 in 48 Partien für die A-Auswahl. Mit dieser nahm er an den Europameisterschaften 2000 in Belgien und den Niederlanden und 2004 in Portugal teil sowie erreichte bei der WM 2006 im eigenen Land den dritten Platz.

## Karriere
Jens Nowotny spielte als Jugendlicher beim SV Spielberg (1979–1985) und dem FC Germania Friedrichstal (1985–1990). In dieser Zeit ging er auf das Gymnasium Karlsbad in Langensteinbach (Landkreis Karlsruhe) zur Schule; nach der 10. Klasse machte er eine Ausbildung als Großhandelskaufmann. Aufgrund eines Kreuzbandrisses wurde er als untauglich für die Bundeswehr ausgemustert.
Nowotny gehört dem Kuratorium der Stiftung Jugendfußball an, die im Jahr 2000 von Jürgen Klinsmann und weiteren erfolgreichen Nationalspielern sowie den Dozenten des Fußball-Lehrer-Sonderlehrgangs gegründet wurde.

### Vereinskarriere

#### Karlsruher SC
Der Abwehrspieler spielte ab 1990 sechs Jahre lang für den Karlsruher SC, ehe er im Sommer 1996 zu Bayer 04 Leverkusen wechselte.

#### Bayer 04 Leverkusen
Unter Trainer Christoph Daum entwickelte sich Nowotny auf Anhieb zum Leistungsträger und Abwehrchef der Leverkusener. Bereits in seiner ersten Saison spielte er in 33 von 35 möglichen Partien und wurde vorrangig auf der Libero-Position eingesetzt; dabei trug er zudem sechs Vorlagen zum Erfolg der Mannschaft bei. Man erreichte nach dem Fastabstieg in der zurückliegenden Saison diesmal die Vizemeisterschaft mit zwei Punkten Rückstand auf Meister Bayern München; dabei hatte man sich die Titelchance bis vor dem 33. Spieltag gewahrt. In der Saison 1997/98, in der die Leverkusener wieder international spielten, verteidigte Nowotny seinen Stammplatz, musste aber im Herbst 1997 in mehreren Spielen verletzungsbedingt pausieren, sodass er nur auf 32 von 49 möglichen Partien kam. In der folgenden Saison änderte sich an Nowotnys Einsatzintensität nichts, sodass er nur drei von 42 möglichen Partien verpasste. Mit dem zwischenzeitlichen 5:1 beim 8:2-Auswärtssieg gegen Borussia Mönchengladbach erzielte er seinen ersten Pflichtspieltreffer für die Leverkusener, die mit dem Spiel den bis dahin höchsten Sieg des Vereins in der Bundesliga erreichten. Auch die restliche Saison gestaltete sich erneut erfolgreich; so wurde Nowotny mit der Mannschaft zum zweiten Mal Zweiter in der Bundesliga, diesmal aber – erneut hinter den Münchnern – mit 15 Punkten Rückstand auf Platz eins; die Leverkusener, lange einziger, ernsthafter Konkurrent der Münchener, verloren diesmal bereits nach dem 31. Spieltag ihre Möglichkeit auf die Meisterschaft. Am Ende der Saison 1999/2000 standen die Chancen der Leverkusener auf die Meisterschaft deutlich besser. Nowotny verpasste erneut nur drei von diesmal 45 möglichen Partien und stabilisierte damit die Abwehr, die mit 36 Gegentoren die zweitwenigsten im Wettbewerb hinnehmen musste. Bayer Leverkusen stand in der Saison nach insgesamt elf beendeten Spieltagen an der Tabellenspitze, so auch vor dem letzten Spieltag. Diese letzte Partie verlor die Mannschaft allerdings bei der SpVgg Unterhaching und wurde noch von Bayern München abgefangen, das mit den Leverkusenern die Saison punktgleich, aber mit dem besseren Torverhältnis auf dem ersten Platz beendete. Nowotny musste sich so zum dritten Mal in vier Jahren mit dem zweiten Platz in der Bundesliga abfinden.
Trotz einer für die deutsche Auswahl katastrophalen EM 2000, bei der die Mannschaft sieglos in der Gruppenphase als Letzter ausschied und Nowotny in seinem ersten großen internationalen Turnier Stamm spielte, wurde er zu einem der meist begehrtesten Abwehrspieler im europäischen Vereinsfußball. So bot der FC Arsenal im Oktober 2000 umgerechnet 40 Millionen Euro, um ihn als Nachfolger von Tony Adams in die britische Hauptstadt zu holen. Geschäftsführer Reiner Calmund lehnte das Angebot jedoch ab. Nowotny erlebte mit dem Verein eine unruhige Saison. Nachdem Daum im Oktober 2000 aufgrund von Kokainkonsum sowie falscher Angaben dazu entlassen worden war und Rudi Völler die Mannschaft zeitweise übernommen hatte, verpflichtete der Verein mit dem ehemaligen Bundestrainer Berti Vogts den Trainer, unter dem Nowotny 1997 sein erstes Länderspiel für den DFB absolviert hatte. Unter allen drei Hauptverantwortlichen für die Mannschaft war Notwotny gesetzt. Er absolvierte 37 von 46 möglichen Spielen. In der Bundesliga absolvierte er 28 Partien. Zwei Spiele musste er aufgrund von während der Saison insgesamt elf gesammelten Gelben Karten aussetzen. Die Mannschaft erspielte sich nur knapp den vierten Tabellenplatz und damit die dritte Qualifikationsrunde zur Champions League.
Nach einem erneuten Trainerwechsel hin zu Klaus Toppmöller erlebte Bayer 04 die sportlich bis dahin bedeutendste Saison seiner Vereinsgeschichte. Auch in dieser war Nowotny als Kapitän der Mannschaft Leistungsträger. Insgesamt spielte er in 51 von 60 möglichen Partien und erreichte in der Bundesliga die erste Herbstmeisterschaft des Vereins überhaupt, also die Tabellenführung nach dem Ende der Hinrunde. Mit zunehmender Zeit erspielten sich die Leverkusener immer realistischere Chancen auf einen Titelgewinn: Die Mannschaft um Nowotny erreichte sowohl im DFB-Pokal als auch in der Champions League das Finale des Wettbewerbes. In der Bundesliga wahrte man sich bis zum letzten Spieltag die Möglichkeit zur Meisterschaft. Am 30. April 2002 verletzte sich Nowotny im Halbfinale der Champions League am Kreuzband, sodass er im jeweils letzten Spiel aller drei Wettbewerbe nicht mehr teilnehmen konnte. Die Mannschaft erreichte in der Liga nur den zweiten Platz sowie verlor sowohl das Champions-League-Finale in Glasgow gegen Real Madrid und das DFB-Pokal-Finale gegen den FC Schalke 04. Durch die Verletzung konnte Nowotny ebenfalls nicht an der anschließenden Weltmeisterschaft in Japan und Südkorea teilnehmen.
Er gab zum Rückrundenbeginn 2002/03 im Heimspiel gegen Energie Cottbus, das mit 0:3 verloren wurde, nach sechsmonatiger Verletzungspause sein Comeback. Dabei zog er sich erneut einen Kreuzbandriss zu und fiel für den Rest der Saison aus. In der Folgesaison, in der Bayer Leverkusen unter Klaus Augenthaler mit einem dritten Tabellenplatz wieder die Rückkehr in die Spitzengruppe gelang, absolvierte er 22 Saisonspiele. Am 19. Februar 2005 zog sich Nowotny beim 4:2-Auswärtssieg der Leverkusener in Nürnberg erneut einen Kreuzbandriss zu – den dritten innerhalb von drei Jahren. Erst in der Rückrunde gegen den VfL Wolfsburg kam er wieder zum Einsatz und absolvierte am 34. Spieltag gegen Hannover 96 sein letztes Bundesligaspiel für die Werkself.
Nowotny wurde bei Bayer 04 Leverkusen vorübergehend vom Spielbetrieb ausgeschlossen, nachdem er den Verein erfolglos wegen Lohnfortzahlungen im Krankheitsfall vor dem Arbeitsgericht Solingen verklagt hatte. Er durfte zwar weiterhin mit der Mannschaft trainieren und medizinische Behandlung in Anspruch nehmen. Er bezog auch weiterhin Gehalt, schien aber nie mehr für Bayer spielen zu dürfen. Des Weiteren klagte die Beraterfirma von Nowotny (GTS) wegen eines zugesicherten Handgeldes in Höhe von ca. 10,2 Mio. Euro; es ging um die Versteuerung der Summe. Nowotnys Entscheidung zur Klage erregte Unmut in der Anhängerschaft, die ihm anschließend unterstellte, gierig zu sein und den Verein auszunutzen. Am 22. Dezember 2005 wurde bekannt, dass Nowotny und GTS von einer Fortsetzung der Gerichtsverfahren absähen. Im Gegenzug war der Verein bereit, Nowotny ab der Rückrunde der Saison 2005/06 wieder einzusetzen. Im Heimspiel gegen den VfL Wolfsburg wurde er in der 79. Minute eingewechselt und bestritt sein erstes Pflichtspiel nach einem Jahr. Im Frühjahr 2006 gab er bekannt, dass er ab der kommenden Saison nicht mehr für Leverkusen spielen würde.
In einem Interview im April 2020 erklärte Nowotny, unmittelbar nach seiner Verletzung einen Bücherband von Bayer Leverkusen geschenkt bekommen zu haben, während die Entscheidung des Vereins, die Lohnfortzahlung einzustellen, bereits gestanden habe. Zwei Tage nach der Übergabe des Geschenkes habe Nowotny über seinen Berater von der Entscheidung des Vereins erfahren und sich getäuscht gefühlt. Zudem stellt er in dem Gespräch den Vorwurf auf, dass der Verein Zoltan Sebescen, ohne den Spieler beim Namen zu nennen, trotz einer im April 2002 erlittenen Verletzung am Meniskus gedrängt habe, in der Saison weiter als Stammspieler zur Verfügung zu stehen, und so Sebescens spätere Invalidität begünstigt zu haben. Nach dem Finale in der Champions League im Monat darauf, für das Sebescen gebraucht worden sei, absolvierte der Spieler weitere 19 Partien in zwei Jahren für Bayer 04 Leverkusen und musste seine Karriere aufgrund des Meniskusschadens im Alter von 29 Jahren beenden.

#### Dinamo Zagreb
Am 18. Juli 2006 wurde bekannt, dass Nowotny seine Karriere beim kroatischen Klub Dinamo Zagreb fortsetzen würde. Er unterzeichnete schließlich einen Dreijahresvertrag. Aufgrund anhaltender Verletzungsprobleme bestritt er dort allerdings nur zehn Spiele. Nach nur einem halben Jahr, am 11. Januar 2007, wurde der Kontrakt in gegenseitigem Einvernehmen wieder aufgelöst, als wegen einer neuerlichen Verletzung keine gemeinsame sportliche Perspektive mehr gefunden werden konnte.

### Nationalmannschaft

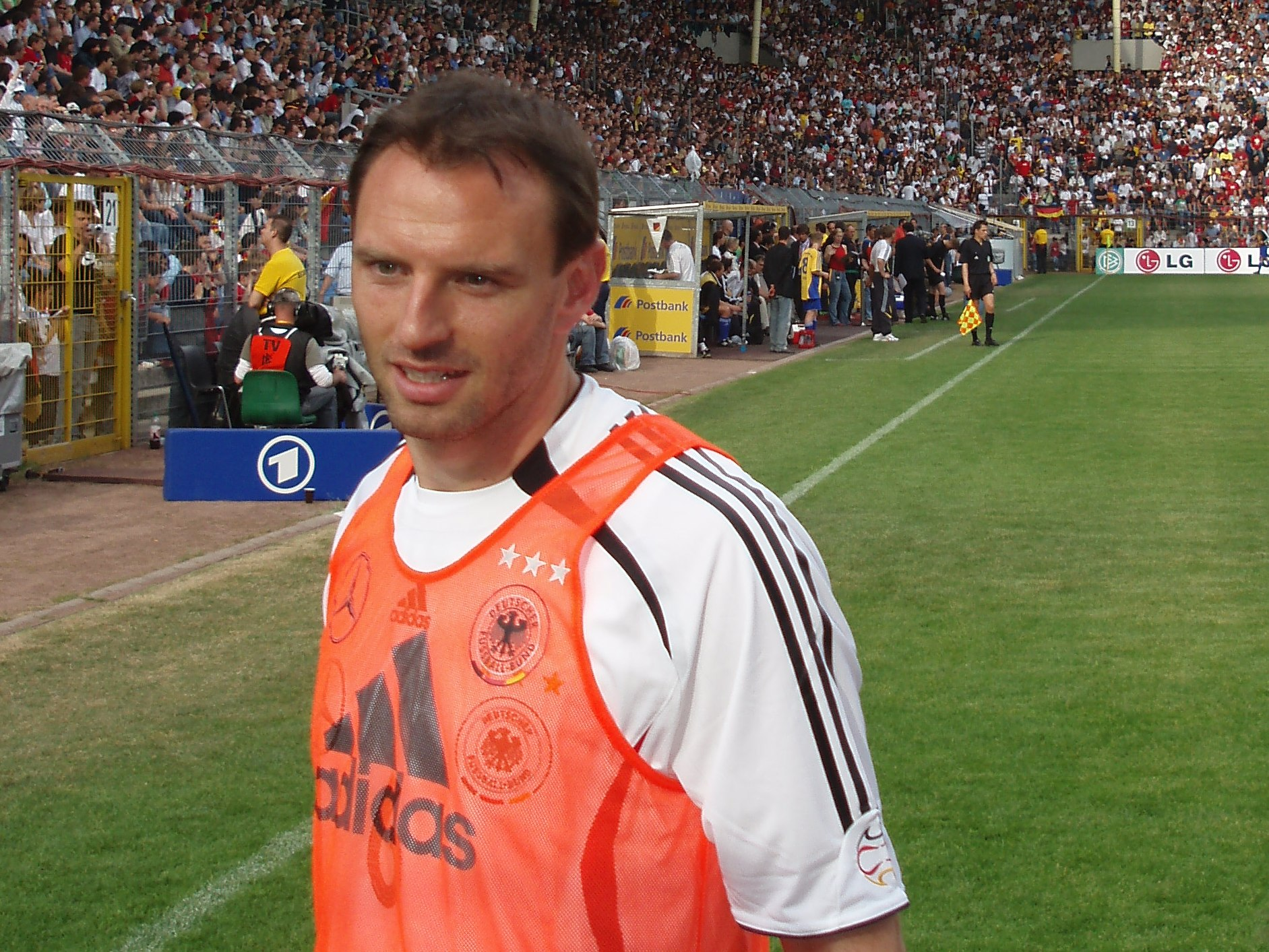
Nowotny in der deutschen Nationalmannschaft (2006)

Für die Nationalmannschaft bestritt Nowotny 48 Spiele, in denen er ein Tor erzielte. Sein Debüt im Nationaltrikot gab er am 30. April 1997 in Bremen beim 2:0-Erfolg gegen die Ukraine.
Nowotny nahm mit der deutschen Nationalmannschaft an der EM 2000 in den Niederlanden und Belgien sowie an der EM 2004 in Portugal teil.
Aufgrund ansprechender Leistungen in der Rückrunde der Bundesliga-Saison 2005/06 wurde er vom damaligen Bundestrainer Jürgen Klinsmann überraschend zum Fitnesstest eingeladen, der am 24. und 25. April 2006 in Düsseldorf stattfand. Am 15. Mai 2006 wurde Nowotny schließlich von Klinsmann in den Kader für die Fußball-Weltmeisterschaft 2006 berufen. Im Spiel um den dritten Platz gegen Portugal (Endstand 3:1) absolvierte der Routinier dann das erste und zugleich auch einzige WM-Spiel seiner Karriere. Nowotny war erst unmittelbar vor Spielbeginn für den eigentlich vorgesehenen Robert Huth, der sich beim Aufwärmtraining verletzt hatte, in die Innenverteidigung gerückt.
Sein letztes Länderspiel bestritt Nowotny am 16. August 2006 in Gelsenkirchen gegen Schweden (Endstand 3:0).

### Karriereende
Im Januar 2007 erklärte Nowotny aufgrund von wiederkehrenden Knieproblemen seinen Rücktritt vom Profifußball. Er bestritt 336 Bundesligaspiele und schoss dabei 11 Tore. Mit acht Platzverweisen (dreimal Gelb-Rot, fünfmal Rot) hält Nowotny den Bundesliga-Rekord für die meisten Feldverweise; am 29. April 2017 zog Luiz Gustavo mit ihm gleich.

## Erfolge
- Bundesliga: Vizemeister 1996/97, 1998/99, 1999/2000, 2001/02
- DFB-Pokal: Finalist 2001/02
- Champions League: Finalist 2001/02
- Weltmeisterschaft: Dritter 2006

## Nach der aktiven Karriere
Am 8. Oktober 2007 fand im Karlsruher Wildparkstadion ein Abschiedsspiel für Nowotny statt. Es traten die deutsche Nationalmannschaft als Mein Sommermärchen und das KSC-Dream-Team an. In beiden Teams nahmen aktuelle Nationalspieler und Kollegen aus der deutschen Mannschaft der WM 2006 teil.

### Tätigkeit als Trainer und Berater
Von 2009 bis 2010 war Nowotny hauptberuflich als sportlicher Berater beim SC Fortuna Köln tätig. Er ist Mitinhaber der Agentur Human Brands. Daneben unterhält Nowotny als Teilinhaber in Mönchengladbach ein Restaurant im Volksgarten und einen Biergarten am Haus Erholung.
Ende Juli 2021 trat der ehemalige Spieler erstmals als Trainer in Erscheinung. Gemeinsam mit Gunther Metz assistiert er Guido Streichsbier, dem Trainer deutschen U18-Nationalmannschaft, für die er in der Vergangenheit selbst aktiv gewesen war. 2023 holte die deutsche U-17-Nationalmannschaft mit Nowotny als Co-Trainer den Weltmeistertitel.

### Soziales Engagement
Nowotny ist Schirmherr von Kidshelp Kambodscha e. V., eines Vereins zur Verbesserung der Lebensumstände von Kindern in Kambodscha.
Nowotny ist seit 2007 Botschafter des Deutschen Kinderhospizvereins e. V. Der Verein begleitet lebensverkürzend erkrankte Kinder und ihre Familien von der Diagnose bis über den Tod hinaus.
Nowotny ist Kuratoriumsmitglied der Sepp-Herberger-Stiftung.

### Kontroverse
Nowotny steht nach Angaben von Spiegel Online in einer Geschäftsbeziehung mit einer Firma, die Sportler berät, um Maximalerträge aus der Verletztenrente der deutschen gesetzlichen Unfallversicherung zu erhalten.